# Курт Кушела
Курт Кушела  (нім. Kurt Kuschela, 30 вересня 1988) — німецький веслувальник, олімпійський чемпіон.

## Виступи на Олімпіадах
| Олімпіада   | Дисципліна                | Місце |
| ----------- | ------------------------- | ----- |
| Лондон 2012 | каное-двійка, 1000 метрів | 1     |

## Зовнішні посилання
- Досьє на sport.references.com [Архівовано 13 грудня 2012 у Wayback Machine.]